# Asegúramelo
Asegúramelo es el primer álbum de estudio de Sugarless en castellano lanzado en el 2000. Antes de este trabajo sacaron otro en inglés más experimental y autoproducido.

## Lista de canciones
1. «Asegúramelo»
2. «Del revés»
3. «Mal»
4. «Cada milímetro»
5. «El martillo»
6. «En el barrio donde juego»
7. «Bicho raro»
8. «Esa historia»
9. «Le poison toxic»
10. «El hombre unidimensional»
11. «Cometelamía»

## Créditos
- Ivahn (voz).
- Joseba (bajo).
- Frankie (guitarra).
- Samuel (batería).
- Javier Abreu (producción).